# Ferreola
Ferreola is een geslacht van vliesvleugelige insecten van de familie spinnendoders (Pompilidae).

## Soorten
- F. algira Lepeletier, 1845
- F. diffinis (Lepeletier, 1845)
- F. dimidiata (Fabricius, 1793)
- F. insolita Wahis & Terzo, 1996
- F. orchesica (Kohl, 1886)